# Chifley Tower

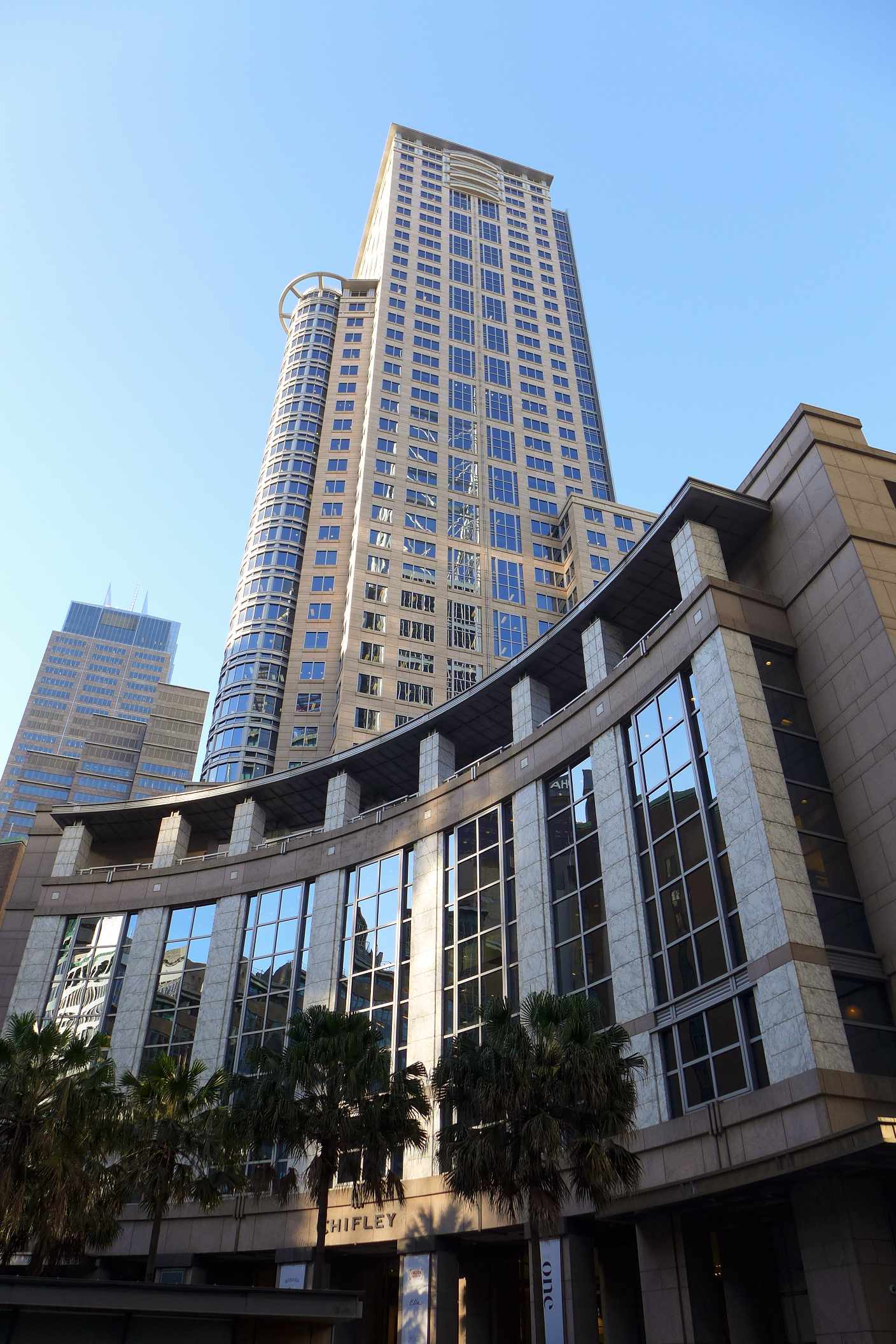
Chifley Tower em 2017

Chifley Tower é um dos arranha-céus mais altos do mundo, com 244 metros (801 ft). Edificado na cidade de Sydney, Austrália, foi concluído em 1992, sendo o mais alto da cidade e o 13º mais alto da Austrália e da Oceania, concomitantemente.